# Organische stof
Organische stof is afgestorven organisch materiaal op en in de bodem, en is onderhevig aan biologische verteringsprocessen. Organische stof is in de natuur afkomstig van afgestorven plantenwortels, gevallen bladeren en naalden (de strooisellaag), en voor een klein deel van uitscheidingen (ontlasting, bijvoorbeeld wormenmest, en excretie) van dierlijke en microbiële bodem-organismen. Deze bodemorganismen gebruiken het dode plantaardige materiaal als voedsel, en zetten het daarbij in humus om. Een zandbodem die humus bevat wordt ook wel 'humeuze zandgrond' genoemd. In de landbouw is organische stof in de bodem afkomstig van bijvoorbeeld ondergeploegde graanstoppels, strohaksel en stalmest.

## Buffer
Organische stof in de bodem kan veel water opnemen en werkt door het absorptie-vermogen als mineralen-buffer, waardoor voedingsstoffen minder makkelijk uitspoelen. In droge perioden kan de plant makkelijk het vocht uit de organische stof opnemen. Hierdoor zijn zandgronden met een hoog organische stofgehalte minder droogtegevoelig dan humusarme zandgronden. Ook komen de voedingsstoffen uit de organische stof langzaam vrij.
Organische stof is belangrijk voor het bodemleven, omdat veel soorten microscopische schimmels en heterotrofe soorten bacteriën, maar ook hogere schimmels (zwammen), regenwormen en andere ongewervelden van de organische stof leven. Ongewervelden zorgen, via bioturbatie, voor een goede bodemstructuur en voor de vertering van organisch materiaal, micro-organismen zorgen voor (verdere) biologische afbraak van de organische stof.

## Organische stofgehalte
Zandgrond voor teeltdoeleinden bevat meestal 3 tot 6% organische stof, behalve de bollengronden die voor een goede bollenteelt niet meer dan 1,5 tot 2 % organische stof mogen bevatten. 

Zandgrond wordt ingedeeld naar het percentage organische stof in:
- Humusarm: 0 tot 1%
- Zwak humeus: 1 tot 3%
- Matig humeus: 3 tot 5%
- Humeus: 5 tot 8%
- Sterk humeus: 8 tot 12%
- Zeer sterk humeus: 12 tot 16%
- venig: 16 tot 25%

Veen bevat meer dan 25% organische stof.
Kleigrond bevat 1 tot 6% organische stof.
Potgrond bevat 20 tot 30% organische stof.

## Invloed op de bodem
Organische stof is van groot belang voor de bodemstructuur, de lucht- en waterhuishouding en de bewerkbaarheid van de grond. De invloed van de organische stof op de bodem is afhankelijk van de grondsoort.
- Bij kleigrond zorgt de organische stof voor een betere lucht- en waterhuishouding en bewerkbaarheid.
- Bij zavel zorgt de organische stof voor een betere lucht- en waterhuishouding en minder risico op het vormen van een slecht doorlatend laagje op de bodem, ook wel verslempen genoemd.
- Bij zand zorgt de organische stof voor meer beschikbaar vocht, een mindere droogtegevoeligheid, een beter vasthouden van voedingstoffen en het binden van de zanddeeltjes.
- Bij dalgrond zorgt de organische stof voor een betere binding van de gronddeeltjes, een mindere stuifgevoeligheid en voor een betere beschikbaarheid van vocht.

## Afbraak en aanvoer
Organische stof wordt afgebroken door micro-organismen, waarbij kleverige humusproducten ontstaan, zoals humuszuren en huminen. Deze producten kleven de bodemdeeltjes aan elkaar tot grotere kruimels, waardoor er een luchtige poreuze structuur ontstaat.
Om de vruchtbaarheid van de grond op peil te houden moet de jaarlijkse afbraak gecompenseerd worden met de aanvoer van organische stof. De jaarlijkse afbraak hangt af van de 
- grondsoort,
- bemestingshistorie,
- ploegdiepte en het
- organische stofgehalte.

Bij de aanvoer van organische stof moet rekening gehouden worden met het rendement voor de organische stofopbouw, aangeduid met de term effectieve organische stof. De effectieve organische stof is de hoeveelheid organische stof die na 1 jaar nog in de grond aanwezig is. Zie de tabel bij stalmest voor de verschillende organische meststoffen.

### Rekenvoorbeeld
Een zandgrond met een ploegdiepte van 25 cm en een organisch stofgehalte van 3% heeft een afbraakpercentage van 4%. Dit komt neer op een jaarlijkse afbraak van 4100 kg/ha. Voor het op peil houden van het percentage organische stof moet deze hoeveelheid jaarlijks aangevoerd worden.
Voor duurzame grondverbetering is jaarlijks meer aanvoer van effectieve organische stof nodig dan er wordt afgebroken. Voor een verhoging van het organische stofgehalte met bijvoorbeeld 0,1% van een zandgrond met 3% organische stof, die op 20 cm diep wordt geploegd, is 2700 kg effectieve organische stof extra nodig per hectare. Bij een ploegdiepte van 25 cm is dit 3300 kg en bij 30 cm 4100 kg.

## Grasland en bouwland
Bouwland bevat bij een ploegdiepte van 20 cm ongeveer 110.000 kg organische stof per ha. Na inzaai met gras stijgt het organisch stofgehalte jaarlijks tot ongeveer 160.000 kg per ha na 30 jaar, waarbij afbraak en opbouw in evenwicht zijn gekomen. Na het scheuren van het grasland daalt het gehalte binnen 10 jaar weer naar het oorspronkelijke gehalte van het bouwland.